# Бретено
Бретено́ (фр. Breitenau) — коммуна на северо-востоке Франции в регионе Гранд-Эст (бывший Эльзас — Шампань — Арденны — Лотарингия), департамент Нижний Рейн, округ Селеста-Эрстен, кантон Мюциг. До марта 2015 года коммуна административно входила в состав упразднённого кантона Вилле (округ Селеста-Эрстен).
Площадь коммуны — 4,29 км², население — 270 человек (2006) с тенденцией к росту: 311 человек (2013), плотность населения — 72,5 чел/км².

## Население
Население коммуны в 2011 году составляло 312 человек, в 2012 году — 312 человек, а в 2013-м — 311 человек.
| 1962 | 1968 | 1975 | 1982 | 1990 | 1999 | 2006 | 2008 | 2011 | 2012 | 2013 |
| ---- | ---- | ---- | ---- | ---- | ---- | ---- | ---- | ---- | ---- | ---- |
| 214  | 225  | 232  | 214  | 208  | 258  | 270  | 291  | 312  | 312  | 311  |

Динамика населения:

## Экономика
В 2010 году из 202 человек трудоспособного возраста (от 15 до 64 лет) 148 были экономически активными, 54 — неактивными (показатель активности 73,3 %, в 1999 году — 72,5 %). Из 148 активных трудоспособных жителей работали 143 человека (74 мужчины и 69 женщин), пятеро числились безработными (трое мужчин и две женщины). Среди 54 трудоспособных неактивных граждан 21 были учениками либо студентами, 22 — пенсионерами, а ещё 11 — были неактивны в силу других причин.

## Достопримечательности (фотогалерея)
- Здание мэрии
- Вид на церковь
- Часовня
- Интерьер